# City of Heroes
City of Heroes (CoH) foi  um jogo de interpretação de personagens em massa para múltiplos jogadores baseado no gênero dos super-heróis de bandas desenhadas, desenvolvido pela Cryptic Studios e publicado pela NCsoft. O jogo foi lançado na América do Norte em 27 de abril de 2004 e na Europa (pela NCsoft Europe) em 4 de fevereiro de 2005, com servidores em língua inglesa, alemã e francesa. Vinte e três grandes atualizações gratuitas para City of Heroes foram liberadas desde o seu lançamento. A atualização mais recente, "Where Shadows Lie", foi lançado em 31 de maio de 2012. Em 31 de agosto do mesmo ano a NCsoft encerrou a sua equipe de desenvolvimento Paragon Studios, finalizando toda a produção em CoH com o último dia de serviços em 30 de novembro de 2012.
No jogo, os jogadores criaram personagens super-potentes que podem juntar-se com outros para completar missões e lutar contra os criminosos que pertencem a vários grupos e organizações ficcionais da Paragon City.
Um possível sucessor "city of Titans" esta por vir.

## História
A cidade de Paragon City está em perigo e nem mesmo os super-heróis que vivem lá conseguiram deter a invasão dos Rikti, aliens que destruíram a cidade e agora começaram a guerra pelo extermínio em massa da humanidade. O mundo foi atacado, mas nenhum lugar em todo o globo sofreu tanto quanto Paragon City™. Com a maioria dos heróis da cidade mortos ou desaparecidos, o crime e a corrupção tomaram conta. A cidade estava entregue à própria sorte, sem leis e sem ordem, quando o herói Statesman resolveu salvar o que restou da população. Ele procurou novos aliados entre os sobreviventes do mundo e formou, assim, a verdadeira cidade dos heróis.
Na cidade, cada herói tem família e amigos com as mais variadas profissões. Essas pessoas - chamadas no jogo de Contacts - entrarão aos poucos na vida dos personagens e pedirão ajuda aos heróis sempre que estiverem com problemas. Quanto mais Contacts no jogo, mais pessoas para ajudar e mais recompensas a receber. No jogo, seu personagem enfrentará os mais terríveis vilões, aliens, criminosos e muitas outras criaturas. Nas suas missões, você deverá livrar a cidade de diversas organizações do mal e aniquilar inimigos espalhados pelos cenários. Explore edifícios, becos, passagens subterrâneas e as ruas de Paragon City™, uma gigantesca metrópole online que oferece aventuras ilimitadas e incontáveis surpresas.

## Sub-divisão de Categoria
Essa sub-divisão serve para selecionar e dividir em categorias as mais de 40 opções de poderes.
Entre as Categorias, podemos encontrar:
- Mutante
- Humano Alterado
- Poderes Mágicos
- Cyberware
- Humano Superior
- Engenhocas
- Artefactos Mágicos.

## Missões
No que se refere às missões, a empresa criou uma arma para impedir a ação dos Campers (aproveitadores que roubam as missões e recompensas dos outros): as maiores missões são dadas por um Quartel General dos heróis, com data e local marcado. Quando o herói (ou grupo) vai cuidar do assunto, o servidor separa um pequeno universo paralelo apenas para esse grupo.
Nos Estados Unidos, já existe livros de RPG e Card Game de City of Heroes.

## Recepção
Em 2004, a Computer Gaming World saudou o jogo, dizendo: "City of Heroes sopra uma rajada superpoderosa de ar fresco em um cada vez mais obsoleto mundo de espada e feitiçaria MMO." PC Gamer, Game Informer, GameSpy e várias outras revistas da indústria elogiaram o jogo pela sua incursão no gênero de super-heróis e deu a ele uma pontuação próximo ao topo das tabelas.
Em 2009, a IGN, The Escapist, e Allakhazam elogiou a "City of Heroes: Architect Edition", que adicionou a capacidade de criar missões.